# 辽南省
辽南省是1946年至1948年中国共产党在辽宁南部设立的一个省级行政区。

## 历史
1946年3月下旬国民党军占领了沈阳、辽阳、抚顺、鞍山等主要城市后，4月4日辽东省委决定将原辽宁第一、第二地委合并，组成辽南第一地委，第一书记陈一凡（原二地委书记），第二书记高扬（原一地委第一副书记），辖辽阳、鞍山、营口(当时从海城、盖平各划出一部分地区，成立营口县)、海城、青城、岫岩等县和辽台盘地区。1946年6月，陈、高二位书记调走，杨春茂任书记。原安东第五地委改称辽南第五地委，书记李辉，副书记张逢时，辖庄河、新金、复县、盖平、万福等县(不久李、张二位书记调走，焦若愚任书记)。这就是“辽南”这一地域概念的由来。
1946年6月22日，中共东北中央局、中共辽东省委作出《关于成立辽南省分委的决定》，将辽南第一、第五地委合并，组成辽南省分委，驻岫岩县城。下辖一、二、五共3个地委。
- 省分委第一书记林一山
- 省分委第二书记吕其恩
- 省分委委员：林一山(原安东省分委副书记)、吕其恩、周纯全、陈祖謇（省分委宣传部长）、吴瑞林（辽南军区司令员）、李辉（五地委书记）、陈一帆（省分委组织部长）、郑自兴（省分委社会部长兼公安处处长）、张逢时（五地委书记）。
- 辽南行署，主任周纯全，副主任邹鲁风；
- 辽南军区，司令员吴瑞林，政委林一山兼。
- 一地委驻辽阳，另辖海城、营口、岫岩、青城
- 二地委驻安东，另辖安东市直属区、孤山
- 五地委驻庄河，另辖新金、复县、盖平、万福，共辖12个县（市）。

南满主力进行鞍海战役时，辽南省分委率领各级干部发动当地群众踊跃支前。在敌占区，各地、县都组织武工队与敌开展游击战争。1946年9月20日，辽南省分委在岫岩召开了地级以上干部会议，辽东省委书记萧华到会讲话，省分委书记林一山作报告。会议的中心议题就是在国民党大举进攻我辽东根据地时，如何坚持辽南地区的敌后游击战争。1946年12月，辽东省委改组为辽东分局，辽南省分委改称辽南省委。辽南省委就开始了长达一年的敌后游击战，这是东北局下属的省级党组织中唯一坚持敌后斗争者。1947年4月3日，辽南省委发出通知，周纯全任省委副书记、辽南行署主任。
1948年初东北冬季攻势结束后，南满根据地已连成一片，国民党军被压缩在沈阳及其附近的辽阳、鞍山、本溪等几个城市里被动挨打，辽南省委正式结束了敌后生活，进入全面领导根据地建设、支援大军解放全东北的火热斗争。1948年7月11日，辽南省委改为辽宁省委，东北行政委员会下令将辽宁省与辽南行署合并为辽宁省。辽宁省委书记张秀山，副书记林一山，省委常委张学思、陈奇涵、陈一帆、王铮、李亚光。辽宁省主席张学思。